# Талаешты
Талаешты (рум. Tălăieşti, Тэлэешть) — село в Хынчештском районе Молдавии. Наряду с селом Красноармейское входит в состав коммуны Красноармейское.

## География
Село расположено на высоте 62 метров над уровнем моря.

## Население
По данным переписи населения 2004 года, в селе Тэлэешть проживает 2166 человек (1064 мужчины, 1102 женщины).
Этнический состав села:
| Национальность | Число жителей | Процентный состав |
| -------------- | ------------- | ----------------- |
| молдаване      | 1126          | 51.99             |
| украинцы       | 996           | 45.98             |
| русские        | 31            | 1.43              |
| болгары        | 4             | 0.18              |
| поляки         | 3             | 0.14              |
| гагаузы        | 3             | 0.14              |
| румыны         | 2             | 0.09              |
| прочие         | 1             | 0.05              |
| Всего          | 2166          | 100%              |